# Apple M4
Apple M3
L'Apple M4 est un système sur puce (SoC) basé sur une architecture ARM conçu par Apple, faisant partie de la série Apple Silicon, comprenant une unité centrale de traitement (CPU), une unité de traitement graphique (GPU), une unité de traitement neuronal (NPU) et un processeur de signal numérique (DSP). Il est introduit en mai 2024 pour l'iPad Pro (M4) et constitue la quatrième génération de l'architecture Apple Silicon de la série M, succédant à l'Apple M3,,
Le SoC M4 est fabriqué avec le procédé 3 nm (en) de deuxième génération de TSMC et contient 28 milliards de transistors.

## Conception
Le M4 dispose d'une conception à 10 cœurs composée de quatre cœurs de performance et de six cœurs d'efficacité (avec un cœur de performance désactivé sur les modèles binned). Le SoC comprend également un GPU à 10 cœurs (avec traçage de rayons accéléré par le matériel, mise en cache dynamique et mesh shading introduits avec le M3), ainsi qu'un NPU à 16 cœurs.
Le Neural Engine du M4 est considérablement amélioré par rapport à son prédécesseur, avec la capacité annoncée d'effectuer jusqu'à 38 000 milliards d'opérations par seconde (plus du double des performances annoncées du M3). Le NPU du M4 est 60 fois plus rapide que l'A11 Bionic et environ 3 fois plus rapide que le M1 d'origine.
Le M4 est équipé d'une mémoire unifiée LPDDR5X, prenant en charge 120 Go/s de bande passante mémoire. Le SoC est actuellement proposé en 8 Go et 16 Go sur iPad et 16, 24 ou 32Go sur Mac. Il s'agit également du premier SoC d'Apple à utiliser l'architecture CPU ARMv9 (plus précisément ARMv9.2-A),.

## Performance
Apple revendique jusqu'à 50 % de performances CPU en plus et 4 fois plus de performances GPU sur le M4 par rapport au M2. Le M4 est actuellement le SoC grand public le mieux noté pour les tests monocœur sur la suite d'analyse comparative Geekbench, et surpasse à la fois le M3 Max et les processeurs de bureau Core i9 d'Intel. En termes de performances multithread, le M4 fonctionne de manière similaire au M3 Pro à 12 cœurs.

## Autres fonctionnalités
Le M4 est le premier SoC iPad à prendre en charge le décodage AV1 accéléré matériellement, ainsi que le mesh shading et le tracé de rayons accélérés matériellement introduits sur les MacBooks avec le M3. Un nouveau contrôleur d'affichage est également implémenté pour prendre en charge l'écran OLED Tandem de l'iPad Pro (7e génération),.

## Produits utilisant l'Apple M4
- iPad Pro (7e génération)
- iMac (M4)
- Mac mini (7e génération)
- MacBook Pro (14", Nov 2024)
- MacBook Air (13" et 15" Mars 2025)
- Mac Studio (M4 Max, Mars 2025)